# Hydrogamasellus lanceolatus
Hydrogamasellus lanceolatus är en spindeldjursart som beskrevs av Wolfgang Karg 1976. Hydrogamasellus lanceolatus ingår i släktet Hydrogamasellus och familjen Ologamasidae. Inga underarter finns listade i Catalogue of Life.